# Zorro, der schwarze Rächer
Zorro, der schwarze Rächer (Originaltitel: Cabalgando hacia la muerte) ist ein spanisch-italienischer Abenteuerfilm mit Westernelementen aus dem Jahr 1962. Die Fortsetzung des Filmes Zorro – das Geheimnis von Alamos lief am 31. Mai 1963 in Kinos des deutschsprachigen Raumes an. Er entnimmt weite Stränge der Handlung und Motive der Zorro-Geschichte von Johnston McCulley.

## Handlung
Die amerikanische Kavallerie geht gegen die letzten Atemzüge der Revolte gegen die mexikanischen Kalifornier vor. Der unter einer Maske agierende und in seiner Identität nur María und Raimundo bekannte Zorro tötet einen der Verantwortlichen für die Abscheulichkeiten, die von der Armee begangen werden, einen Sergeant. Die verwegenen Aktionen des im bürgerlichen Leben als schlimmer Feigling auftretenden Don José de la Torre führen zur Verhaftung des kriminellen Irren Carlos, der – ebenfalls als Zorro verkleidet – ein Unheil auf das andere häuft. Dessen Bruder Billy kann María entführen, um sich am echten Zorro zu rächen. Der kann jedoch das Degenduell für sich entscheiden und María befreien.

## Kritik
„Spannende Abenteuerunterhaltung, voller Artistik und nicht ohne Humor.“ sah das Lexikon des internationalen Films. R. Tabès befand, es sei ein „winziges Zorrochen“, verglichen mit den Klassikern.